# آيت مبارك (البلالطة)
آيت مبارك هو دُوَّار يقع بجماعة عين قيشر، إقليم خريبكة، جهة بني ملال خنيفرة في المملكة المغربية. ينتمي الدوّار لمشيخة البلالطة التي تضم 4 دواوير. يقدر عدد سكانه بـ 226 نسمة حسب الإحصاء الرسمي للسكان والسكنى لسنة 2004.

## وصلات خارجية
- البوابة الوطنية للجماعات الترابية
- المندوبية السامية للتخطيط